# Dan Tyminski
Dan Tyminski (né Daniel John Tyminski le 20 juin 1967) est un compositeur, chanteur et musicien américain de bluegrass. Membre du groupe Alison Krauss and Union Station, il a lancé plusieurs albums solo dont : Carry Me Across the Mountain (2000), Wheels (2008) et Southern Gothic (2017).
Il est surtout connu pour sa version de la chanson Man of Constant Sorrow, jouée dans le film O Brother, Where Art Thou?. Il est également le chanteur du titre Hey Brother de Avicii. En tout, il a remporté 14 Grammy awards pour ses projets de groupe et solo.

## Jeunesse et début de carrière
Tyminski nait le 20 juin 1967 à Rutland, dans le Vermont. Il crédite son frère Stan d'avoir développé chez lui le goût pour la guitare et la mandoline dès l'âge de 6 ans. Lorsque Stan voyage à l'extérieur dans le cadre de son travail pour la Navy, il laisse sa mandoline à son frère.
Au secondaire, Dan et son frère forment le groupe Green Mountain Bluegrass. Dan y joue le banjo pendant presque cinq ans. Tyminski développe un goût pour le bluegrass. Il affirme qu'il a été influencé notamment par des artistes tels Del McCoury (en), Ricky Skaggs, Tony Rice, Larry Sparks (en) et Jimmy Martin.
À 21 ans, il est recruté par le groupe Lonesome River Band (en) pour y jouer de la mandoline.

## Années 1990-2000
Alors qu'il est toujours membre de Lonesome River Band, Dan Tyminski reçoit un appel de Alison Krauss, lui demandant de rejoindre son groupe. Il rejoint ainsi Union Station en 1994.
En 2004, Tyminski et Ron Block (en) jouent ensemble au 2004 Crossroads Guitar Festival. Ils interprètent I am a Man of Constant Sorrow et Road to Nash Vegas.

### 2008–09:Dan Tyminski Band
Alors qu'Alison Krauss et Union Station font une pause, Tyminski forme son propre groupe : le Dan Tyminski Band. Tyminski y joue de la guitare, Ron Stewart du banjo, Adam Steffey (en) la mandoline, Justin Moses le fiddle et dobro, et Barry Bales (en) la basse.
Le groupe lance l'album Wheels en juin 2008.

## Discographie

### Albums
| Green Mountain Bluegrass                                                            | - Label : Trackdown Records                                                 | — | —  | —  |
| Carry Me Across the Mountain                                                        | - Sortie : 27 juin 2000 - Label : Doobie Shea - Format : Numérique + CD     | — | —  | —  |
| Wheels                                                                              | - Sortie : 17 juin 2008 - Label : Rounder Records - Format : Numérique + CD | 1 | 32 | 10 |
| "—" indique un album qui n'a pas été enregistré au palmarès ou qui n'est pas sorti. |                                                                             |   |    |    |

## Vie privée
Dan Tyminski est marié à Elise et a trois enfants : Kathryn Edith (1993-), Chris et John Lyman (1998-).

## Filmographie
- O Brother, Where Art Thou? - Ulysses Everett McGill (voix chantée)